# Tierra de Pinares
 (janvier 2017).
Si vous disposez d'ouvrages ou d'articles de référence ou si vous connaissez des sites web de qualité traitant du thème abordé ici, merci de compléter l'article en donnant les références utiles à sa vérifiabilité et en les liant à la section « Notes et références ».
Tierra de Pinares est une région espagnole située dans la communauté autonome de Castilla-et-León. 
Elle comprend le nord de la province de Ségovie ainsi que le sud de la province de Valladolid. Elle comprend également l'est de la province d'Ávila.
On y trouve une surface forestière composée des espèces pinus pinaster et pinus pinea.

## Zone ségovienne
Au sein de la zone correspondant au nord de la province de Ségovie se trouve la ville de Cuéllar, historiquement impliquée dans l'exploitation forestière et la transformation du bois. Elle se décrit depuis plusieurs années comme étant une île mudéjar dans une mer de pins. Aujourd'hui, on y trouve un nombre important d'usines de fabrication de meubles. Un concours consacré à l'industrie du meuble, dans le cadre de la Foire de Cuéllar, sert de vitrine à la ville. La foire compte près de 1 500 mètres carrés dédiés au meuble et à la décoration, et reçoit plus de 50 000 visiteurs,. Pendant le XXe siècle, Cuéllar était l'une des nombreuses villes de Castille-et-León à se consacrer à la production de résine, une industrie qui s'est revigorée au XXIe siècle. Notre Dame de El Henar a été proclamée par le pape Pie XII en 1958 sainte patronne des résiniers d'Espagne et a été canonisée par le pape Paul VI en 1971.
La ville de Coca (Province de Ségovie) se trouve elle aussi historiquement liée à ces exploitations forestières, notamment la récolte de la résine, qui est encore d'actualité.

## Zone vallisolétaine
À l'intérieur de la zone de Tierra de Pinares située dans la province de Valladolid se trouve la ville de Pedrajas de San Esteban, qui s'illustre par sa production de pignons, ce qui lui a valu de s'auto-proclamer El Piñon de España. Parmi les autres villes de la région, l'on trouve Íscar et Portillo, également focalisées sur l'industrie du bois, ou encore Boecillo, dont le parc technologique abrite, avec d'autres entreprises, ARESA, qui fabrique l'un des composants de base des ailes Airbus. Cela fait de cette commune l'un des principaux foyers de développement industriel de la région. Olmedo s'illustre par son patrimoine historique ainsi que par son paysage géologique. Ainsi, alors que dans la région de Campiña del Pisuerga, le sol est en argile, cette zone-là est couverte de sable.

## Patrimoine historique et culturel
La plupart des principales villes de Tierra de Pinares ont été déclarées patrimoine historique et artistique, comme c'est le cas pour Cuéllar. Mentionnons également le château de Coca et les ruines du château d'Íscar, les éléments mudéjars d'Olmedo et de Mojados, ou encore l'église et l'ermitage de Sacedón à Pedrajas de San Esteban.
En ce qui concerne Cuéllar, il ne faut pas oublier le château-palais des ducs d'Albuquerque (qui appartint à Beltrán de la Cueva, favori du roi Henri IV de Castille), sa muraille (l'une des plus importantes et mieux conservées de la région) et enfin son architecture mudéjar qui est la plus abondante de Castille-et-León. On y trouve également un nombre important d'églises, de monastères, de maisons anciennes et de palais qui appartinrent à l'ancienne bourgeoisie, comme c'est le cas du palais de Santa Cruz, du palais des Rojas ou encore du palais du roi Pedro I.
Aux alentours de Sacedón (Pedrajas de San Esteban), au bord de rivières telles que l'Eresma ou le Cega ou à travers ses milliers d’hectares de pins, on voit bien[non neutre] que Tierra de Pinares est un endroit à la nature abondante. La communauté de Cuéllar comporte près de 12 000 hectares de collines et de pins, ainsi que des lagunes et des marais comme El Espadañal, qui a été transformé en observatoire ornithologique.